# Ancien 11e arrondissement de Paris
Pour les articles homonymes, voir 11e arrondissement de Paris et 11e arrondissement.
On désigne par ancien 11e arrondissement de Paris le onzième des douze anciens arrondissements de Paris créés en 1795 et ayant existé jusqu'en 1860, année de l'agrandissement de Paris et de la réorganisation en vingt arrondissements, par la loi du 16 juin 1859.

## Emplacement et délimitation
Le 11e arrondissement, d'une superficie de 223 ha, était composé de quatre quartiers contigus, sur la rive gauche de Paris, incluant la partie occidentale de l'île de la Cité.
Il était délimité par les murs de la ville au sud, le 10e arrondissement à l'ouest, la Seine et le 4e au nord et les 9e et 12e arrondissement à l'est :
- pont au Change
- rue de la Barillerie (actuel boulevard du Palais)
- pont Saint-Michel
- quai Saint-Michel
- rue du Petit-Pont
- rue Saint-Jacques
- rue Saint-Dominique (actuelle rue Royer-Collard)
- rue d'Enfer (actuels boulevard Saint-Michel, rue Henri-Barbusse et avenue Denfert-Rochereau)
- barrière d'Enfer (voir no 13)
- murs extérieurs (actuels boulevards Raspail, Edgar-Quinet, Vaugirard et Pasteur)
- barrière de Vaugirard (voir no 9)
- rue de Vaugirard
- rue du Regard
- rue du Cherche-Midi
- rue du Four
- rue des Boucheries (rue réunie en 1849 à la rue de l'École-de-Médecine et supprimée lors du percement du boulevard Saint-Germain, déclaré d'utilité publique en 1866)
- rue des Fossés-Saint-Germain (actuelle rue de l'Ancienne-Comédie)

Plan des 12 arrondissements de Paris entre 1795 et 1860 ; le 11e arrondissement était au sud, sur la rive gauche.

- rue Dauphine
- Pont Neuf
- quai de l'Horloge

## Historique
Le 11e arrondissement de Paris, initialement dénommé « onzième municipalité », est créé en 1795. Il regroupe quatre des 48 sections révolutionnaires délimitées en 1790 : la section de Marat, la section Mutius-Scaevola, la section de Chalier et la section du Pont-Neuf.
Cet arrondissement subsiste jusqu'en 1860.

## Quartiers
De 1811 à 1849
De 1811 à 1849, le 11e arrondissement est divisé en quatre quartiers :
1. Le quartier de l'École-de-Médecine[note 1]
2. Le quartier du Luxembourg[note 2]
3. Le quartier de la Sorbonne[note 3]
4. Le quartier du Palais-de-Justice[note 4]

De 1850 à 1860
De 1850 à 1860, le 11e arrondissement est divisé en quatre quartiers :
1. Le quartier du Palais-de-Justice
2. Le quartier de l'École-de-Médecine
3. Le quartier de la Sorbonne
4. Le quartier du Luxembourg

## Administration
En 1795, la mairie de la 11e municipalité s'installe rue Mignon, à l'emplacement de l'ancien Collège Mignon, dans l'ancienne maison de l'imprimeur du parlement Nicolas-Henry Nyon. La maison avait été habitée sous la Révolution par Robert Lindet et avait tenu lieu de siège du comité de la Section du Théâtre-Français.
En 1804, la municipalité s'installe rue du Vieux-Colombier, dans un hôtel construit vers 1702, acheté par Abraham Peyrenc de Moras en 1726 et qui passe aux mains du marquis de Maupeou, d'un maître-charpentier du nom de Charles Bougault en 1783 puis d'un maître d'hôtel de Louis XVI : Nicolas-Martin Julliot de Fromont. C'est la veuve de ce dernier qui, dès le 22 décembre 1804, donne cet hôtel en location à la municipalité. Après plusieurs transformations, l'édifice a ultérieurement accueilli diverses salles de spectacles, jusqu'à l'actuel Théâtre du Vieux-Colombier.

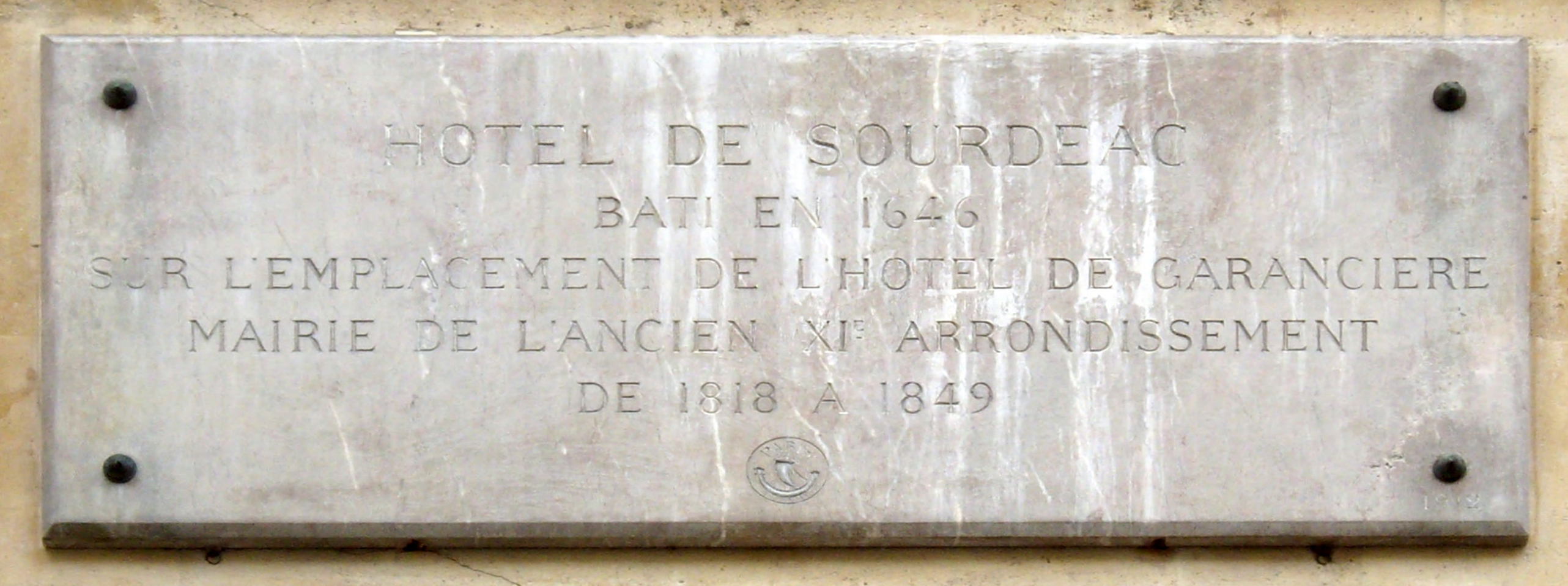
Plaque de l'hôtel de Sourdéac.

Le 15 juillet 1818, la mairie se déplace rue Garancière, dans l'ancien hôtel de Sourdéac, construit en 1646, confisqué à la Révolution au marquis de Lubersac.
On déménage, en 1850, les services municipaux dans un bâtiment construit, de 1845 à mars 1849, par les architectes Philippe-Laurent Rolland et Paul-Frédéric Le Vicomte, au no 8 de la rue du Pot-de-Fer-Saint-Sulpice (rue Bonaparte depuis 1852), à l'emplacement d'un ancien hôtel du duc de Charost appartenant au duc de Cossé-Brissac et acquis par la ville en 1840. Le bâtiment avait lui-même succédé en 1651 à un couvent de Bernardines de Sainte-Cécile. On construit d'abord, face à l'église Saint-Sulpice, le pavillon central, qui forme alors l'avant-corps de la mairie donnant sur la place. À la suite de la création des vingt arrondissements, l'immeuble devient la mairie du nouveau 6e arrondissement, au no 78 de la rue Bonaparte, dénomination de la voie depuis 1852.

### Maires du11earrondissement

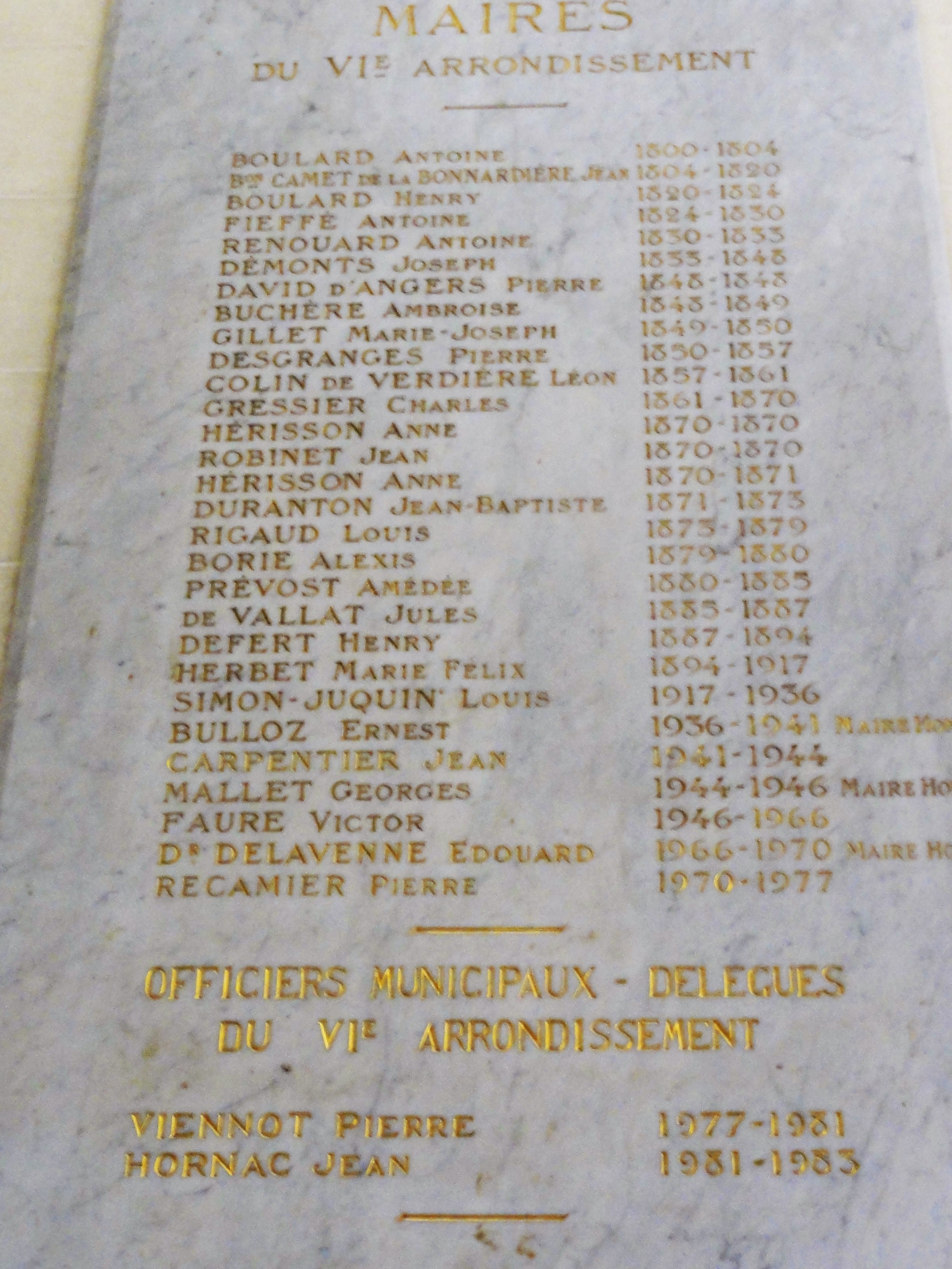
Maires du 11e, puis 6e arrondissement

| Période   | Identité                                       |
| --------- | ---------------------------------------------- |
| 1795-1799 | M. Leblond                                     |
| 1799-1800 | Michel Cubières                                |
| 1800-1804 | Antoine Boulard,                               |
| 1804-1820 | Jean-Philippe-Gabriel Camet de La Bonnardière, |
| 1820-1825 | Henri-Simon Boulard                            |
| 1825-1830 | Antoine-Marie Fieffé                           |
| 1830-1833 | Antoine-Augustin Renouard                      |
| 1833-1849 | Joseph Démonts,                                |
| 1849-1850 | Marie-Joseph Gillet                            |
| 1850-1857 | Pierre-Désiré-François-Xavier Desgranges.      |
| 1857-1860 | Léon-Jean-Andoche Colin de Verdière            |

## Démographie
| 1793 | 1800   | 1806 | 1816   | 1821 | 1831   |
| ---- | ------ | ---- | ------ | ---- | ------ |
| -    | 51 223 | -    | 51 766 | -    | 50 227 |

| 1836   | 1841   | 1846   | 1851   | 1856 | - |
| ------ | ------ | ------ | ------ | ---- | - |
| 58 767 | 59 051 | 65 652 | 67 199 | -    | - |

## Évolution

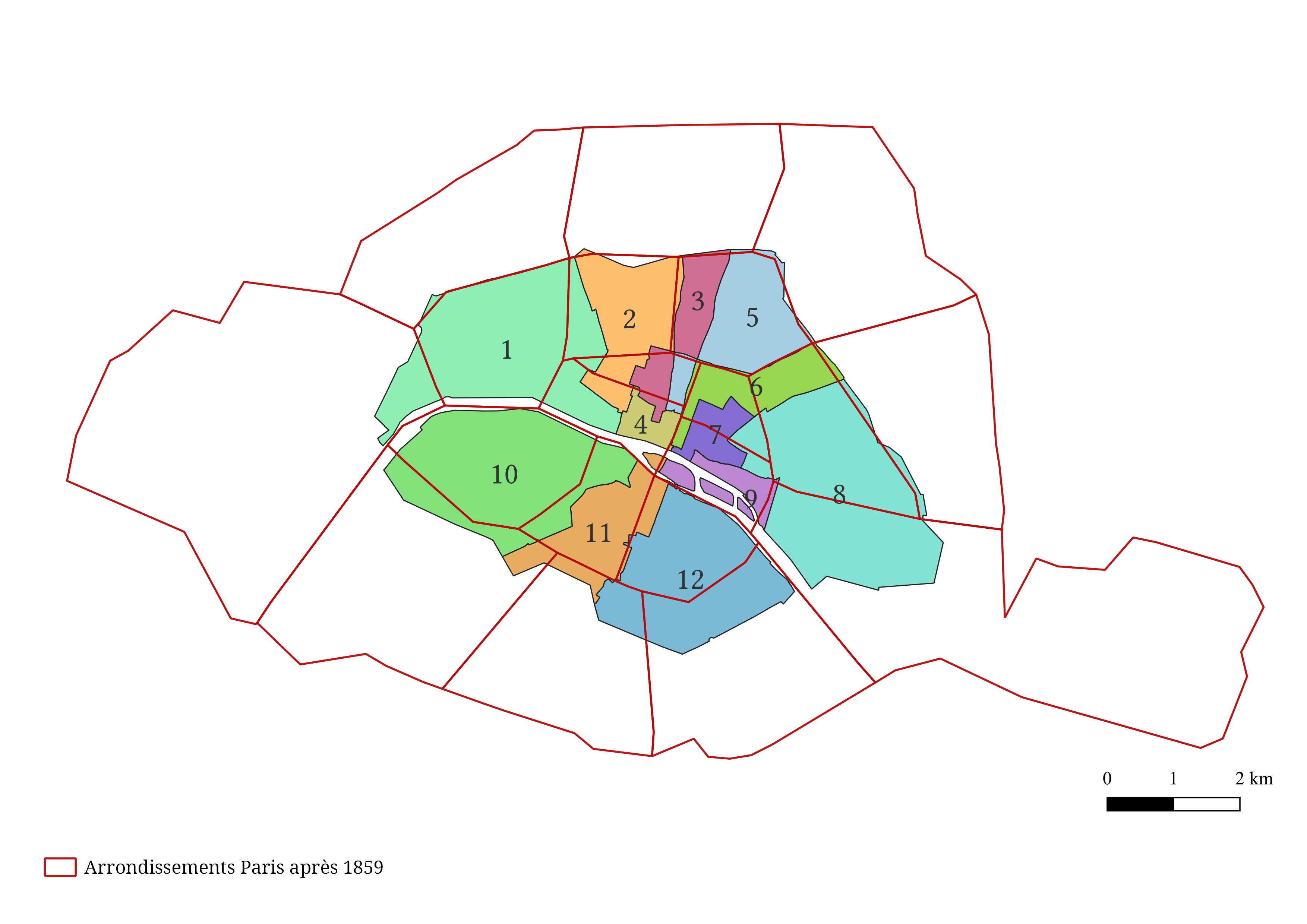
Superposition des anciens arrondissements avec les nouveaux d'après 1859 (en rouge).

En 1860, le onzième arrondissement ancien disparaît dans le cadre de l'agrandissement de Paris et de son découpage en vingt nouveaux arrondissements, en application de la loi du 16 juin 1859. Les quartiers de l'École-de-Médecine et du Luxembourg sont intégrés au nouveau 6e arrondissement, le quartier de la Sorbonne au 5e et celui du Palais-de-Justice au 1er.